# Neodaksha marginata
Neodaksha marginata är en insektsart som beskrevs av Medler 1989. Neodaksha marginata ingår i släktet Neodaksha och familjen Flatidae. Inga underarter finns listade i Catalogue of Life.